# Kursächsische Postmeilensäule Falkenau

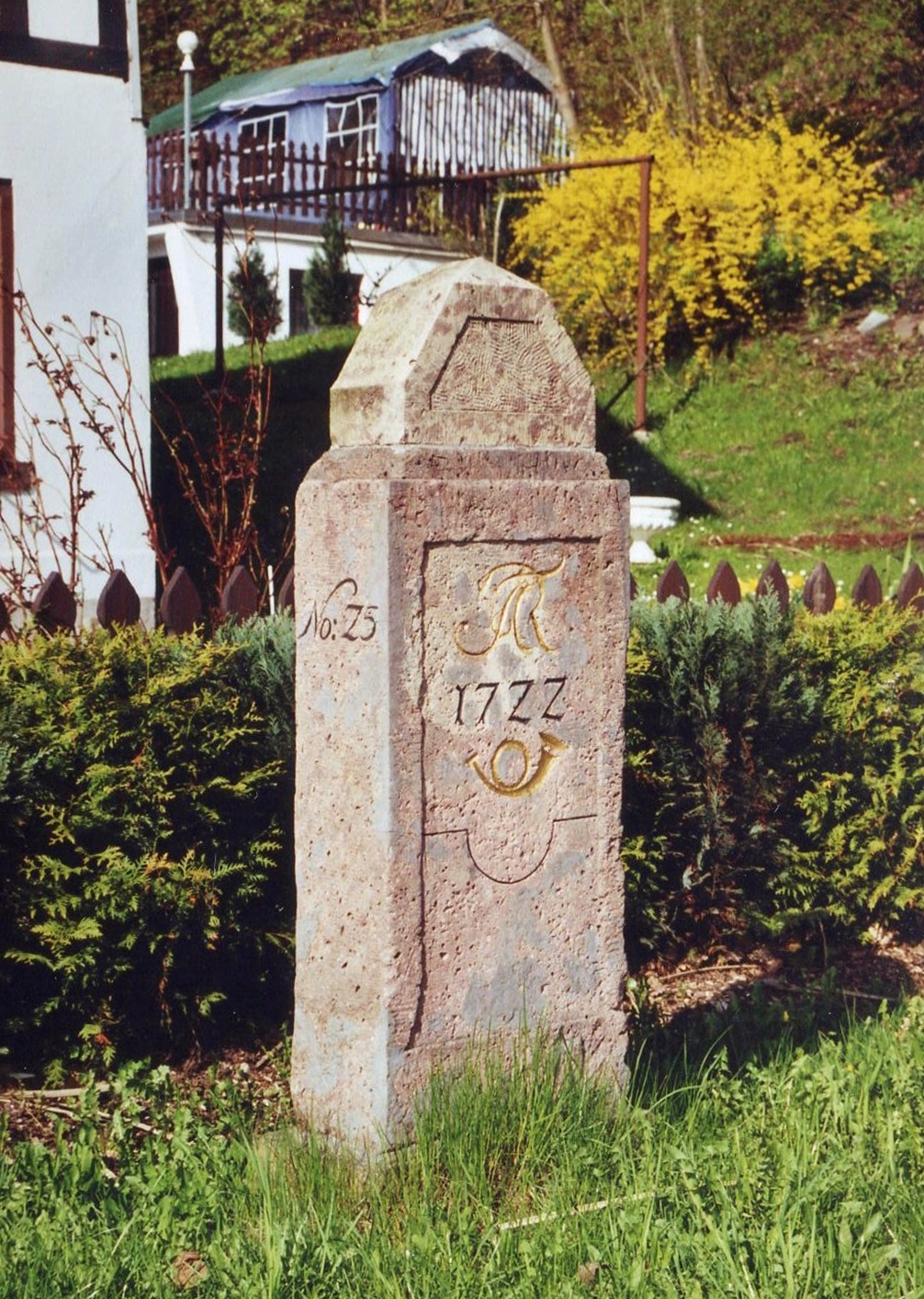
Viertelmeilenstein in Falkenau

Die denkmalgeschützte kursächsische Postmeilensäule Falkenau gehört zu den Postmeilensäulen, die im Auftrag des Kurfürsten Friedrich August I. von Sachsen durch den Land- und Grenzkommissar Adam Friedrich Zürner in der 1. Hälfte des 18. Jahrhunderts im Kurfürstentum Sachsen errichtet worden sind. Es handelt sich um einen Viertelmeilenstein. Dieser befindet sich an der Einmündung der Ernst-Thälmann-Straße in die Dresdner Straße in der sächsischen Ortschaft Falkenau im Landkreis Mittelsachsen.

## Geschichte
Der Stein trägt neben dem Monogramm AR und dem Posthorn die Jahreszahl 1722 und die Reihennummer 25 der Poststraße Dresden – Hof im Zuge der Alten Frankenstraße. 1819 war der Stein bei einem Erdrutsch von seinem ursprünglichen Standort die Böschung hinuntergestürzt und blieb dort liegen. Die Mittelplatte mit den Inschriften wurde dann 1840 beim Ausbau der heutigen Bundesstraße 173 in eine Böschungsmauer 600 m von seinem jetzigen Standort in Richtung Freiberg als Abdeckplatte eingemauert. Dabei wurden die seitlichen Schweifungen abgeschlagen, da diese den neuen Verwendungszweck störten. Als diese Stützmauer um 1930 beim Straßenausbau erneuert wurde, lagerte man den Stein am Straßenrand ab. Von dort stürzte er ca. 25 m tief bis zu einem Felsvorsprung, wo er vom Gastwirt der Falkenhöhe geborgen wurde, der ihn dann im Kaffeegarten des Gasthauses aufstellte. 1971 wurden die fehlenden Teile des Viertelmeilensteines ergänzt und im Juli 1972 erfolgte die Wiederaufstellung des restaurierten Denkmals der Post- und Verkehrsgeschichte, jedoch nicht in der originalgetreuen Ausrichtung, mit der Reihennummer zur Straße.